# 12423 Slotin
12423 Slotin è un asteroide della fascia principale. Scoperto nel 1995, presenta un'orbita caratterizzata da un semiasse maggiore pari a 2,5788644 UA e da un'eccentricità di 0,1686416, inclinata di 4,84048° rispetto all'eclittica.